# Attila Keresztes
Attila Keresztes (n. 18 ianuarie 1928, Budapesta, Regatul Ungariei – d. 27 septembrie 2002, Budapesta, Ungaria) a fost un scrimer ce a reprezentat Ungaria, medaliat olimpic. A participat la 2 ediții ale Jocurilor Olimpice (1956, 1964) în care a câștigat o medalie de aur.